# Ізола-д'Асті
Ізола-д'Асті (італ. Isola d'Asti, п'єм. Ìsola d'Ast) — муніципалітет в Італії, у регіоні П'ємонт,  провінція Асті.
Ізола-д'Асті розташована на відстані близько 480 км на північний захід від Рима, 50 км на південний схід від Турина, 8 км на південь від Асті.
Населення — 2099 осіб (2014).
Щорічний фестиваль відбувається 25 листопада. Покровитель — Santa Caterina.

## Демографія
Населення за роками:

Станом на 1 січня 2023 року в муніципалітеті офіційно проживали 133 іноземці з 31 країни, серед них 68 громадян країн Євросоюзу та 1 громадянин України.

## Відомі уродженці
- Джузеппе Говоне (1825—1872), італійський генерал, патріот і політик.
- Анджело Содано (1927—2022), кардинал.

## Сусідні муніципалітети
- Антіньяно
- Асті
- Костільйоле-д'Асті
- Монгардіно
- Монтегроссо-д'Асті
- Ревільяско-д'Асті
- Вільяно-д'Асті